# 氏乗インターチェンジ
氏乗インターチェンジ（うじのりインターチェンジ）は、長野県下伊那郡喬木村氏乗に建設中の三遠南信自動車道（飯喬道路）のインターチェンジである。名称は仮称である。
当初の計画ではこのインターチェンジは設置は予定されていなかったが、2013年に喬木村が国土交通省中部地方整備局飯田国道事務所に対し設置提言を行い、同年6月11日に大臣設置認可を受け、国土交通省中部地方整備局長が正式に設置を公表し、追加設置されることになった地域活性化インターチェンジである。当ICは飯田方面のみ利用できるハーフインターチェンジとなる予定であるため、浜松方面への利用は喬木ICを利用することになる。

## 道路
- E69 三遠南信自動車道

## 接続する道路
- 長野県道251号上飯田線（間接接続）

## 隣
E69 三遠南信自動車道
(5)飯田上久堅・喬木富田IC - 氏乗IC（事業中） - 喬木IC - 矢筈TN - 国道152号仮接続部 - 程野IC（予定）